# Bécherel
Bécherel es una pequeña localidad y comuna francesa en la región administrativa de Bretaña, en el departamento de Ille y Vilaine y distrito de Rennes.

## Ciudad del libro
A finales de los años ochenta, constatando el progresivo despoblamiento del centro urbano, la asociación "Savenn Douar", lanza la idea de convertir Bécherel en una ciudad del libro.
Desde entonces, trece libreros y diversos artesanos relacionados con el mundo del libro se han implantado en la localidad, que celebra regularmente diversas manifestaciones culturales. Bécherel se ha convertido así en una de las ciudades del libro más importantes de Francia y ha conseguido dinamizar su economía.

## Demografía
| 659 | 626 | 543 | 528 | 599 | 660 |
| Para los censos de 1962 a 1999 la población legal corresponde a la población sin duplicidades (Fuente: INSEE [Consultar]) |     |     |     |     |     |

## Monumentos
- Castillo de Caradeuc que posee una de las tres únicas estatuas del rey Luis XVI que se encuentran en Francia obra del escultor Dominique Molknecht.
- En el centro de la localidad existen diferentes casas del siglo XVI y XVII.

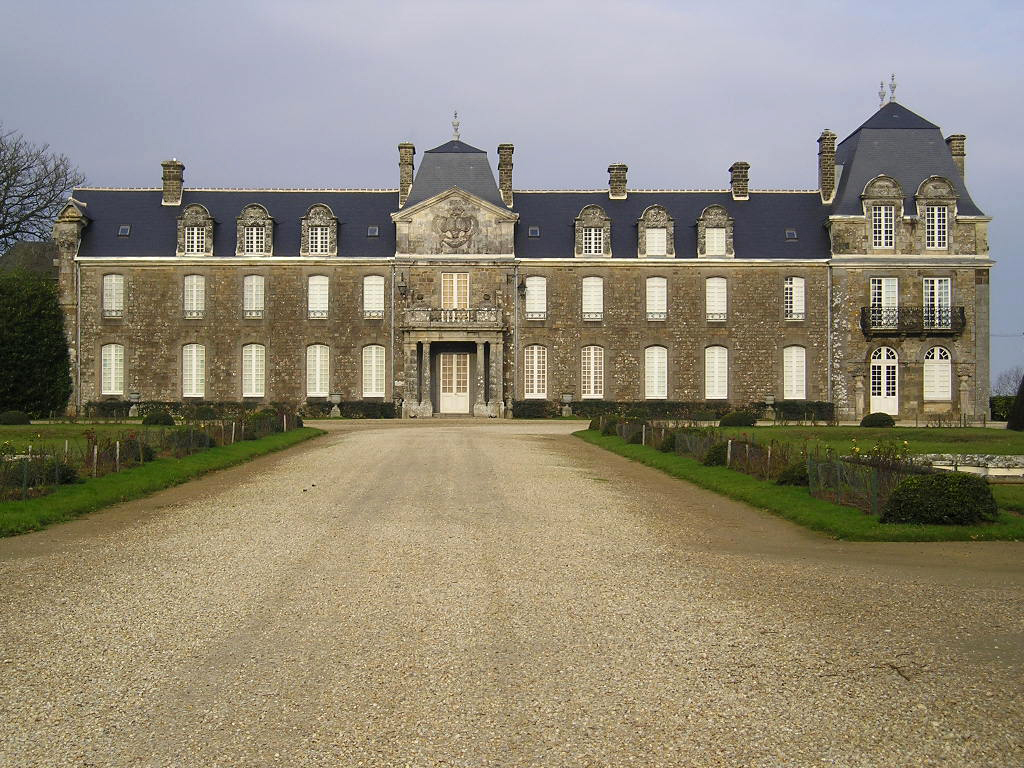
Jardin en Bécherel.

- La iglesia Notre-Dame (siglo XVII